# Vassili Kazakov
Pour les articles homonymes, voir Kazakov.
Vassili Ivanovitch Kazakov (en russe : Василий Иванович Казаков), né le 18 juillet 1898 et mort le 25 mai 1968, est un maréchal soviétique de l'artillerie.

## Biographie

### Jeunesse
Né dans une famille de paysans à Filippovo dans l'oblast de Nijni Novgorod, il est enrôlé dans l'armée impériale en mai 1915 et participe à la Première Guerre mondiale. Après avoir été blessé dans la région de Riga au début de 1917, il est transféré dans une unité de réserve à Saint-Pétersbourg. Là, il participe à la Révolution de Février. Lorsque l'armée est dissoute, à la suite de la révolution d'octobre, il est démobilisé. Il se porte rapidement volontaire pour rejoindre l'Armée rouge nouvellement créée où il commande une batterie d'artillerie pendant toute la guerre civile russe et la guerre polono-soviétique. En 1925, il est diplômé de l'Académie d'artillerie de Moscou  rejoignant le Parti communiste en 1932. Deux ans plus tard, il termine ses études à l'Académie Frunze. Le 7 mai 1940, il est promu au grade de général de division.

### Seconde Guerre mondiale
Sur le Front de l'Est il commande les formations d'artillerie du 7e Corps mécanisé. Il prend part aux batailles de Smolensk et Moscou et développe de nouvelles méthodes pour l'utilisation de l'artillerie antichar. En juillet 1942, il est nommé commandant d'artillerie de Constantin Rokossovski sur le front de Bryansk. À ce titre, il travaille avec le général sur les fronts de Stalingrad, du Don, le Front central et le Premier front biélorusse. Le 17 novembre 1942, il devient lieutenant général puis colonel général le 18 septembre 1943. Kazakov fait partie des planificateurs des lignes de défense profondes de Koursk. Il participe à la bataille du Dniepr, à l'opération Bagration et aux combats en Allemagne. Pour sa contribution à l'offensive Vistule-Oder, il reçoit le 6 avril 1945 le titre de héros de l'Union soviétique (médaille n ° 5871).

### Carrière d'après-guerre
Après la guerre, il commande les formations d'artillerie du GSFG et, à partir de mars 1950, il est le premier commandant adjoint du corps d'artillerie. En janvier 1952, il en est commandant, mais est rétrogradé au poste d'adjoint en avril 1953. Il est promu au grade de maréchal le 11 mars 1955 commandant la Défense aérienne des forces terrestres (ru) de 1958 à 1965. Après trois ans de plus comme inspecteur au ministère de la Défense, il meurt à Moscou, âgé de 69 ans, en mai 1968.

## Distinctions et récompenses
- Héros de l'Union soviétique
- Quatre ordres de Lénine (8 octobre 1942, 21 février 1945, 6 avril 1945, 30 juillet 1958)
- Ordre du drapeau rouge, cinq fois (12 avril 1942, 27 août 1943, 3 novembre 1944, 24 août 1948, 22 février 1968)
- Ordre de Souvorov, 1re classe, trois fois (29 juillet 1944, 18 novembre 1944, 29 mai 1945) et 2e classe (2 octobre 1943)
- Ordre de Koutouzov, 1re classe (8 février 1943)
- Ordre de l'étoile rouge (16 août 1936)
- Médaille du Jubilé « XX ans de l'Armée rouge des ouvriers et des paysans » (22 février 1938)
- Médaille « Pour la défense de Moscou » (1er mai 1944)
- Médaille « Pour la défense de Stalingrad » (22 décembre 1942)
- Médaille « Pour la victoire sur l'Allemagne dans la Grande Guerre patriotique 1941-1945 » (9 mai 1945)
- Médaille du Jubilé « Vingt ans de victoire dans la Grande Guerre patriotique 1941-1945 » (7 mai 1965)
- Médaille « Pour la prise de Berlin » (9 juin 1944)
- Médaille « Pour la libération de Varsovie » (9 juin 1945)
- Médaille « En commémoration du 800e anniversaire de Moscou » (20 septembre 1947)
- Médaille du jubilé « 30 ans de l'armée et de la marine soviétiques » (22 février 1948)
- Médaille du jubilé « 40 ans des forces armées de l'URSS » (18 décembre 1957)
- Médaille du jubilé « 50 ans des forces armées de l'URSS » (23 février 1968)
- Virtuti Militari (Pologne, Russie) 4e classe (Pologne, 24 avril 1946)
- Croix de Grunwald, 2e classe (Pologne, 24 avril 1946)
- Médaille « pour l'Oder, Neisse, la mer Baltique » (Pologne, 26. Octobre 1945)
- Médaille « Pour Varsovie. 1939-1945 » (Pologne, 26 octobre 1945)
- Médaille « de l'amitié soviéto-chinoise » (Chine, 23 février 1955)